# Pazze di me
Pazze di me è un film del 2013 diretto da Fausto Brizzi.
Lo stesso regista ha sceneggiato la pellicola insieme alla scrittrice Federica Bosco e a Marco Martani. Il film è tratto dall'omonimo romanzo della stessa Bosco.

## Trama
Andrea Morelli è l'ultimogenito oltre che l'unico maschio in una famiglia tutta al femminile. Abita con ben sei donne (la madre, tre sorelle maggiori, nonna con badante) e un cane, anch'esso femmina. ll padre, venticinque anni prima, li abbandonò: non sopportava più, infatti, la condizione di unico maschio adulto tra tutte quelle donne. Nessuna di loro, poi, ha un carattere facile: la madre Vittoria, amministratrice di condominio, viene chiamata sergente maggiore Hartman per la sua rigidità. La nonna materna Matilde, ex astrofisica alla Normale di Pisa, soffre di perdite di memoria e ha bisogno della svogliata badante rumena Niculina, detta Bogdana; la primogenita Veronica, unica ad abitare da sola in un'altra casa, è dura con gli uomini e femminista tutta d'un pezzo; la secondogenita Federica, dottoressa, cambia fidanzato quasi ogni settimana, scegliendosene di solito uno sempre più sbagliato. Infine, la terzogenita Beatrice, notaio, è perfetta in tutto e per questo è molto cupa, noiosa e antipatica tanto che, qualche settimana prima, è stata lasciata sull'altare dal fidanzato Corrado. Da allora cade in depressione e rifiuta di togliersi l'abito bianco.
Andrea è alla ricerca di un lavoro fisso e si arrangia, nel frattempo, facendo il fattorino. A causa della sua famiglia, tutte le sue situazioni sentimentali non hanno avuto un lieto fine. Quando incontra finalmente Giulia, una veterinaria, decide di mentire e spacciarsi per orfano, pur di non farle incontrare le donne di casa sua. L'inganno dura poco perché Andrea, dopo aver chiesto e ottenuto in prestito la casa di Veronica per portare la ragazza a cena, viene interrotto da un vigile del fuoco il quale lo avverte che sua sorella Beatrice sta per tentare il suicidio buttandosi dalla finestra di casa sua. Giulia capisce l'inganno e si presenta alla dimora. Dopo aver distrutto la macchina della madre, decidono di andare in una spa in cui Andrea incontra sua sorella Veronica con il padre di Giulia, Riccardo, cardiochirurgo di professione, con cui ha iniziato una storia d'amore sebbene lui sia ancora sposato.
Ciononostante, il ragazzo è invitato con tutta la famiglia alla festa d'anniversario di matrimonio dei genitori di Giulia. Le tre sorelle, però, riescono a rovinare la festa al punto che quest'ultima, stanca della situazione, chiede ad Andrea di scegliere tra lei e la famiglia. Così decide di trasferirsi a casa della ragazza, ma, dopo aver fatto le valigie, incontra per strada suo padre, il quale nemmeno lo riconosce e il suo proposito viene meno. Spiega perciò alla fidanzata che non può abbandonare la famiglia come ha fatto suo padre, almeno non prima di aver rimesso a posto le cose. Comincia dalla madre Vittoria, provando a convincere il portiere Marcello, che la corteggia da anni, a farsi avanti una volta per tutte. Trova a Federica, rimasta incinta di uno dei suoi ex, un fidanzato nel collega che ne è invaghito da tempo. Fa capire a Veronica che Riccardo non abbandonerà mai la sua famiglia per lei, e a Beatrice che deve cambiare il suo atteggiamento perché il perfezionismo rende schiavi e isolati. Quando è finalmente pronto, torna da Giulia, ma scopre che lei, sin dall'inizio convinta che lui non avrebbe mai lasciato davvero la famiglia, non lo ha aspettato ed è tornata con il suo ex fidanzato. Andrea capisce di aver sbagliato, ma non torna più nella casa materna, decidendo di andare a vivere da solo in un monolocale.
Un giorno, al supermercato ritrova per caso l'ex fidanzata Roberta e, mentre il suo telefono squilla, segno che la sua famiglia lo cerca nuovamente per risolvere i propri guai, capisce che, se vorrà essere libero di vivere la sua vita con la ragazza, dovrà lasciare che le donne della sua famiglia sbrighino da sole le proprie faccende. Così abbandona il telefono e si allontana con Roberta, riallacciando di nuovo un legame.
Nell'ultima sequenza, tra i tanti messaggi che arrivano sul telefono abbandonato da Andrea, si scopre che la nonna Matilde ha investito i carabinieri con la carrozzina ed è scappata; Federica ha dimenticato al supermercato suo figlio, che si rivela essere di colore, mentre Beatrice vuole suicidarsi per un capello bianco e Veronica ha iniziato a frequentare proprio il padre di Roberta. Nella scena finale, Vittoria avvisa il figlio che, inoltre, suo padre è tornato a casa.

## Produzione
Il film è stato girato a Roma tra agosto e settembre 2012, per 7 settimane.

## Distribuzione
È uscito nelle sale cinematografiche il 24 gennaio 2013.

## Colonna sonora
La canzone originale del film Meraviglioso amore mio è cantata da Arisa.

## Accoglienza

### Incassi
Uscito in 450 copie, il film ha incassato 1.942.613 euro.

## Cameo
Nel film interpretano piccoli ruoli alcuni noti attori, quali Luca Argentero, Fabrizio Biggio, Maurizio Micheli (Marcello), Alessandro Tiberi, Gioele Dix (Riccardo), Filippo Roma, Edy Angelillo, Pif, Flavio Insinna (il padre) e Michele La Ginestra, nonché la politica Marianna Madia.

## Curiosità
- Gli attori Francesco Mandelli e Valeria Bilello sono stati fidanzati anche nella vita reale per un certo periodo.